# Мичуринский авторемонтный завод

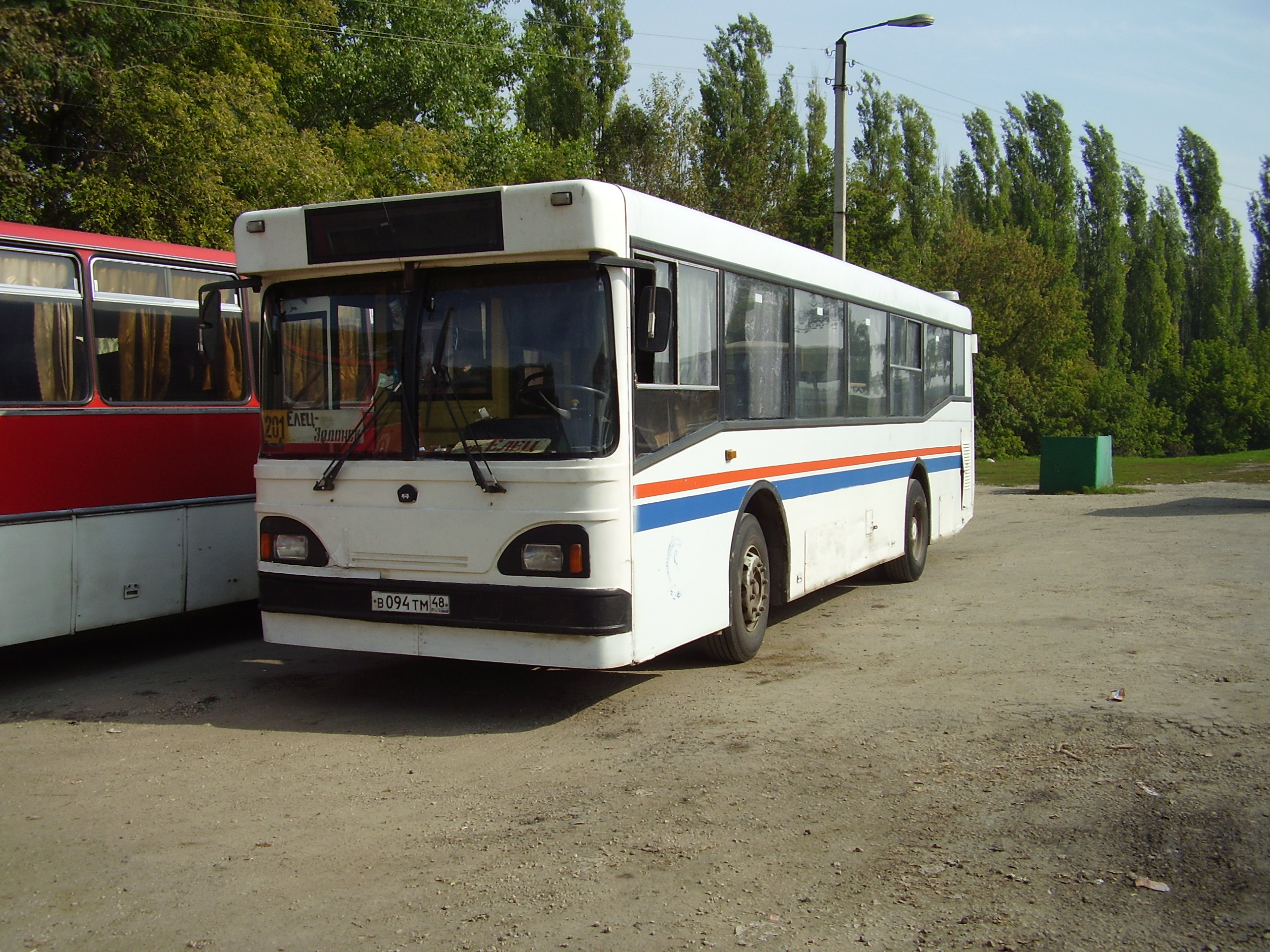
МАРЗ-42191

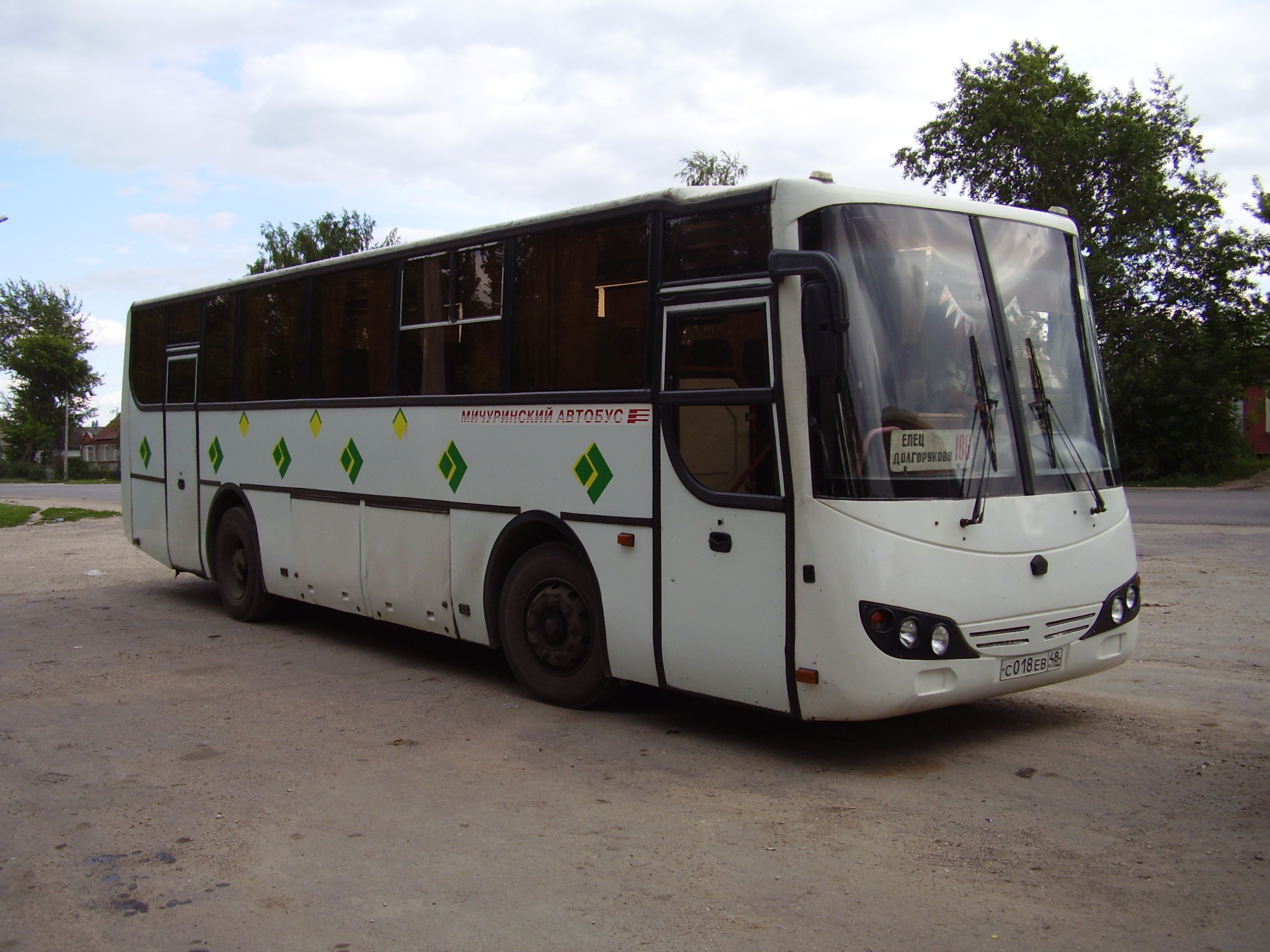
МАРЗ-4219

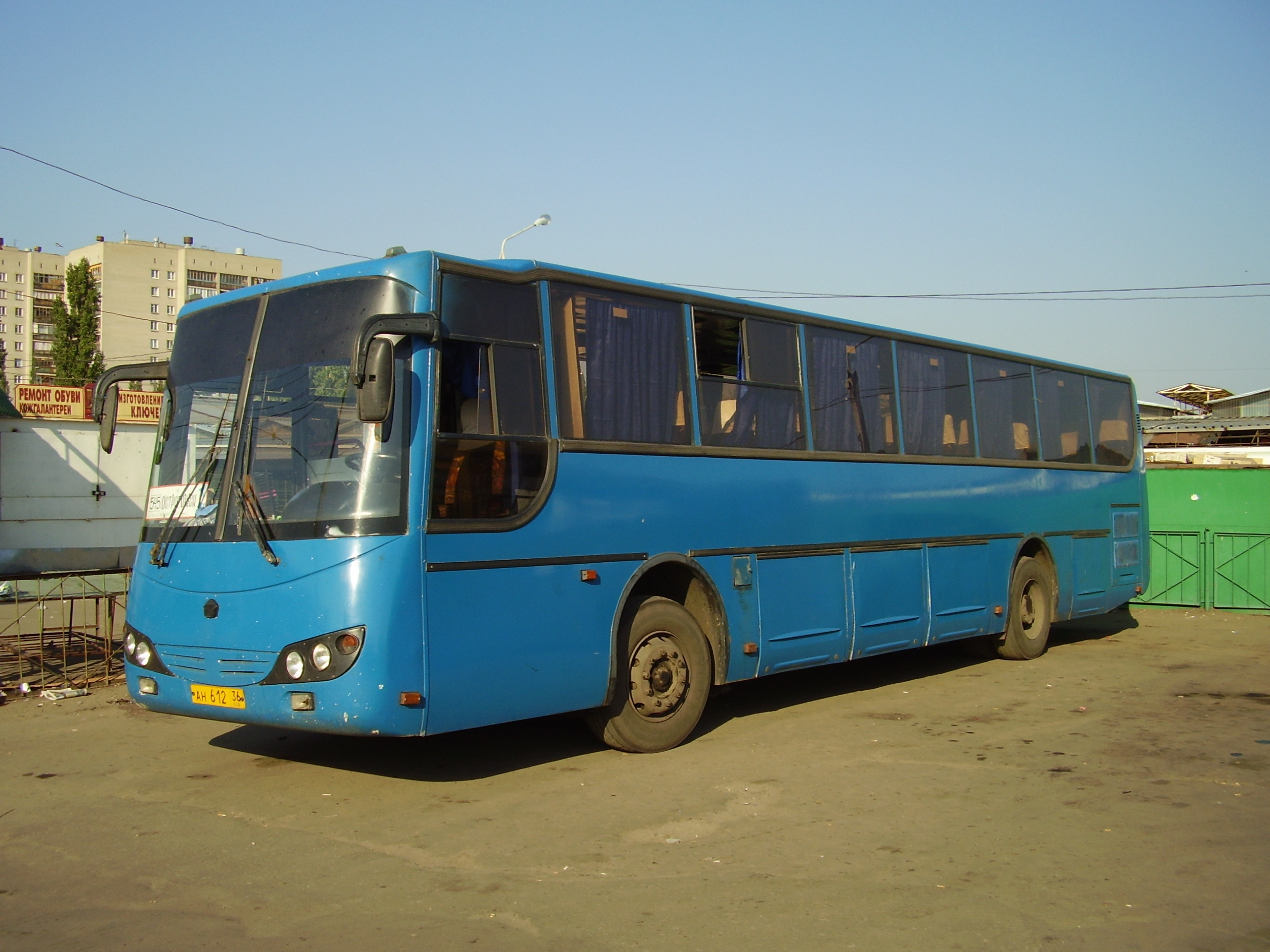
МАРЗ-5277-01

ЗАО «Мичуринский автобус» (до 2010 года Мичуринский авторемонтный завод, МАРЗ) — советский и российский производитель автобусов в городе Мичуринске, Тамбовской области.

## История предприятия
Решение о строительстве авторемонтного завода в Мичуринске было принято сразу после Великой Отечественной войны в 1946 году. Уже в 1951 году завод начал выпуск первой продукции. С 1955 году на базе Мичуринского авторемонтного завода осуществлялся капитальный ремонт автобусов ЗИС-127, ЗИЛ-158 и ЛАЗ-695. Качественный скачок в развитии предприятия произошел в 1993 году, когда завод организовал собственное производство автобусов ЛАЗ-695Н и их модификаций.
Автобусы собственной конструкции предприятие изготовляет с 1995 года. Первой была модель МАРЗ-5266, на базе ЛиАЗ-5256. Позже появились ещё три модели, давшие основу нескольким модификациям «среднего» и «большого» класса.
Наступление экономического кризиса в 2008 году тяжело сказалось на положении предприятия. В начале 2009 года завод выпускал три автобуса в месяц вместо прежних 15. Произошло значительное сокращение рабочего персонала, из 320 человек, работавших на предприятии, осталось 200.
В 2009 году ЗАО было признано банкротом, и в 2011 году было ликвидировано. Производство автобусов остановлено. На 2020 год площадка завода арендуется непрофильными производственными компаниями.

## Продукция завода
Предприятие предлагало четыре унифицированных автобуса марки МАРЗ, оборудованные агрегатами отечественного производства: городские двухдверные 42191 и трёхдверные варианты 52661/5277 длиной 10,4 и 11,9 м общей вместимостью 88 и 110 пассажиров соответственно, а также созданные на их базе пригородные машины 42191 и 5266 на 35 и 45 посадочных мест. Они комплектовались дизельными двигателями ЯМЗ-236НЕ и ЯМЗ-236НЕ2 V6 заднего расположения (230—235 л. с.), механической 5-ступенчатой коробкой передач и пневматической подвеской.
Их особенностями являлись полностью оцинкованные стальные кузова с усиленной антикоррозионной обработкой, передняя и задняя панели из стеклопластика, вклеенные стёкла и оригинальная форма передних световых приборов. В последние годы завод пытался отойти от устоявшегося внешнего вида своих автобусов, предлагая для 12-метровых пригородных и междугородных автобусов 42191-01 и 5277-01 более современные обтекаемые кузова с повышенным расположением салона и багажными отсеками, новым более округлым стилем передней облицовки, световых блоков и зеркал заднего вида.

### Средний класс
- МАРЗ-42191, городской автобус для эксплуатации на городских и пригородных маршрутах

средней интенсивности по дорогам I и II категорий.
- МАРЗ-42191-01, пригородный и междугородный автобус на базе городского МАРЗ-42191,

для эксплуатации на ближних и среднемагистральных маршрутах по дорогам I и II категорий.

### Большой класс
- МАРЗ-5277, городской автобус для эксплуатации на городских и пригородных маршрутах

большой интенсивности по дорогам I и II категорий.
- МАРЗ-5277-01, пригородный и междугородный автобус для эксплуатации на маршрутах средней протяжённости. Изготовлен на шасси городской модели.